# Aigars Cipruss
Aigars Cipruss (Riga, 12 gennaio 1972) è un ex hockeista su ghiaccio lettone.

## Carriera
Nel corso della sua carriera ha indossato, tra le altre, le maglie di HK Pardaugava Riga, Dinamo Riga, Atlanta Knights, Nashville Knights, Providence Bruins, Quebec Rafales, Lukko, Jokerit, HC Spartak Mosca, HK Riga 2000, A&O Asiago e Esbjerg EfB Ishockey.